# Henry Gordon Bennett
Pour les articles homonymes, voir Gordon Bennett, Henry Bennet et Bennet.
Henry Gordon Bennett, plus couramment nommé Gordon Bennett, est un général australien (général de division), né le 16 avril 1887 à Melbourne et mort le 1er août 1962 à Dural.

## Biographie
Actuaire dans une société d'assurances, il s'engage en 1908 dans la réserve de l'armée australienne. Il consacre l'essentiel de ses loisirs à l'armée et monte en grade rapidement, pour atteindre le grade de Major en 1912.
Volontaire en 1914 dans le corps expéditionnaire australien (Australian Imperial Force) en Europe, il est nommé commandant en second du 2e bataillon de la 6e brigade d'infanterie. Il participe à l’opération de Gallipoli où il s'illustre.
En 1916, il est affecté en France. Le 3 décembre 1916, il est promu général de brigade (brigadier-general) et reçoit le commandement de la 3e brigade d'infanterie, devenant à 29 ans le plus jeune général de l'armée australienne.
Durant l'entre-deux-guerres, il retourna à ses activités civiles tout en conservant ses commandements dans les forces australiennes. En 1930, alors qu'il commandait la 2e division d'infanterie, il fut élevé au grade de général de division (major-general).
En 1939, l'état-major australien lui préfère le général Thomas Blamey pour prendre la tête de l'Australian Imperial Force (AIF). On lui reprochait en effet un caractère entier et peu diplomate, ainsi qu'une attitude anti-britannique très affirmée. Il affichait un mépris pour les officiers de carrière et surtout s'ils étaient britanniques. On lui confia donc le commandement du Volunteer Defence Corps (en).
La même année, on lui confia le commandement de la nouvelle 8e division d'infanterie, unité qui fut envoyée en 1941 en Malaisie (à l'époque Malaya britannique) où elle devait opérer sous commandement britannique (général Percival).
Bien que ses relations avec son supérieur se soient rapidement avérées conflictuelles, il fut nommé chef de l'Australian Imperial Force (Malaya Command).
Durant la bataille de Malaisie, il agit souvent sans en référer aux Britanniques, passant parfois outre certains ordres. Il avait la réputation d'établir ses PC très en retrait du front, d'une part, et de ne pas rendre visite à ses troupes, d'autre part.
Durant la bataille de Singapour, les forces sous son commandement (8e division australienne et 44e brigade indienne) ne parvinrent pas à contenir le débarquement et l'avance des Japonais, à tenir la « ligne Jurong » et à se coordonner avec les autres troupes alliées. Elles connurent un niveau élevé de désertions.
La façon dont le général Gordon Bennett quitta Singapour le jour de la capitulation (15 février 1942) fut très controversée, et fit même après la fin des hostilités l'objet d'une commission d'enquête. Les conclusions blâmèrent Bennett pour sa conduite durant les opérations, mais l'exonérèrent de l'accusation de désertion.
Retourné à ses activités civiles en 1944, Gordon Bennett mourut le 1er août 1962 à Dural, dans la banlieue de Sydney.

## Sources et références
- Peter Elphick, Singapore, the pregnable fortress, Hodder & Stoughton, Londres, 1995  (ISBN 0-340-64990-9)
- (en) Steen Ammentorp
- Frank Legg, The Gordon Bennett Story: From Gallipoli to Singapore, Sydney, New South Wales, Angus & Robertson, 1965 (OCLC 3193299)

1. ↑  Legg 1965, p. 109–111.